# Graham Shiels
Graham Shiels (Toronto, 26 dicembre 1970) è un attore canadese.

## Biografia
Attivo principalmente in ambito televisivo, si è distinto per avere interpretato King Aegeus, personaggio principale nella serie Olympus.

## Filmografia

### Cinema
- Yes Man, regia di Peyton Reed (2008)
- Thor: The Dark World, regia di Alan Taylor (2013)
- The Recall, regia di Mauro Borrelli (2017)

### Televisione
- Streghe (Charmed) - serie TV, 2 episodi (2001)
- The District - serie TV, episodio 2x12 (2001)
- West Wing - Tutti gli uomini del Presidente (West Wing) - serie TV, episodio 3x22 (2002)
- JAG - Avvocati in divisa (JAG) - serie TV, episodio 9x07 (2003)
- The Closer - serie TV, episodio 1x06 (2005)
- NCIS - Unità anticrimine (NCIS) - serie TV, episodio 4x06 (2006)
- General Hospital - soap opera, 25 episodi (2007-2008)
- True Blood - serie TV, 5 episodi (2008)
- Saving Grace - serie TV, episodio 2x07 (2008)
- Hydra - L'isola del mistero (Hydra), regia di Andrew Prendergast – film TV (2009)
- Burn Notice - Duro a morire (Burn Notice) - serie TV, episodio 2x10 (2009)
- Numb3rs - serie TV, episodio 5x15 (2009)
- CSI: NY - serie TV, episodio 5x16 (2009)
- Nip/Tuck - serie TV, episodio 5x22 (2009)
- Medium - serie TV, episodio 6x03 (2009)
- NCIS: Los Angeles - serie TV, episodio 2x03 (2010)
- The Mentalist - serie TV, episodio 3x13 (2011)
- CSI: Miami - serie TV, episodio 10x08 (2011)
- Alcatraz - serie TV, episodio 1x08 (2012)
- Arrow - serie TV, 3 episodi (2013)
- Leverage - Consulenze illegali (Leverage) - serie TV, episodio 5x02 (2013)
- The Client List - Clienti speciali (The Client List) - serie TV, episodio 2x10 (2013)
- Lab Rats - serie TV, 9 episodi (2014-2016)
- Olympus - serie TV, 10 episodi (2015)
- The 100 - serie TV, episodio 2x10 (2015)
- Scorpion - serie TV, episodio 3x07 (2016)
- The Blacklist: Redemption - serie TV, episodio 1x05 (2017)
- Longmire - serie TV, episodio 6x03 (2017)
- Code Black - serie TV, episodio 3x11 (2018)
- Truth Be Told - serie TV, 2 episodi (2019)
- 9-1-1: Lone Star - serie TV, 2 episodi (2020-2021)
- Star Trek: Picard - serie TV, episodio 1x03 (2020)
- Magnum P.I. - serie TV, episodio 3x05 (2021)
- Operazione Speciale: Lioness (Operation Special: Lioness) - serie TV, episodio 1x01 (2023)

### Doppiaggio
- Battlefield Hardline - videogioco, voce di Leo (2015)
- Titanfall 2 - videogioco, voce del pilota del Titan (2016)

## Doppiatori italiani
Nelle versioni in italiano delle opere in cui ha recitato, Graham Shiels è stato doppiato da:
- Massimo Bitossi in Alcatraz, Operazione speciale: Lioness
- Enrico Di Troia in The Closer
- Saverio Indrio in NCIS - Unità anticrimine
- Gianluca Machelli in Burn notice - Duro a morire
- Roberto Draghetti in CSI: NY
- Alessandro Messina in Nip/Tuck
- Francesco De Francesco in NCIS: Los Angeles
- Andrea Lavagnino in CSI: Miami
- Stefano Thermes in Arrow
- Fabrizio Vidale in Leverage - Consulenze illegali
- Dario Oppido in Lab Rats
- Daniele Valenti in The 100
- Metello Mori in Code Black
- Marco Baroni in 9-1-1: Lone Star

Da doppiatore è stato sostituito da:
- Antonello Governale in Battlefield: Hardline